# Jacques de Laye du Plessis
Jacques de Laye du Plessis, seigneur de La Brossardière, dit « Du Plessis-Brossardière », mort le 10 mai 1686, est un officier de marine français du XVIIe siècle. Il termine sa carrière avec le grade de chef d'escadre des galères.

## Carrière dans la marine royale
Du Plessis-Brossardière entre dans le marine royale pendant le règne de Louis XIII. Il prend part à la guerre franco-espagnole et se distingue, le 4 juillet 1641, à la bataille de Tarragone au cours de laquelle il commande une galère génoise, récemment capturée par la France. Au cours du combat, il capture à son tour une galère espagnole, la San Felipe, et est blessé de quatre coups de mousquet. Il reçoit une commission de capitaine de galiote en 1642.
Il est nommé chef d'escadre des galères en 1652. Le 18 mai 1662, il commande la Saint-Louis et embarque le duc de Créquy, ambassadeur de France à Rome, et sa femme. À l'été 1663, il fait partie d'une petite flotte de six galères qui croisent au large de l'Afrique du Nord. Il commande La Dauphine. En 1669, il fait partie de l'expédition française envoyée secours de Candie, assiégée par les Turcs. Il commande à cette occasion la galère, la Patronne, chargée de remorquer le Toulon (48 canons), du chevalier de Belle-Isle. Il reçoit une commission de commandant des galères en 1671. Il participe à la lutte contre les corsaires barbaresques d'Afrique du nord qui s'attaquent aux bâtiments de commerce français en mer Méditerranée. En juin 1672, une escadre de dix galères placée sous ses ordres se présente devant Port Farine, sur la côte de l'actuelle Tunisie. Alors qu'il avait ordonné à ses galères de s'approcher de la ville pour en canonner les forts, les habitants effrayés demandent la paix et rendent, en vertu d'un traité signé le 25 juin, tous les navires qu'ils avaient pris et 350 esclaves chrétiens parmi lesquels les chevaliers de Malte de Gravier du Lattay et des Cluseaux.
Il reçoit une nouvelle commission de chef d'escadre en 1674 et sert en mer pendant la guerre de Hollande et participe à la campagne menée à l'été 1675 par duc de Vivonne contre la flotte de l'amiral Ruyter au large de la Sicile. Le 17 août 1675, à la bataille d'Agosta, il commande les galères, dont les petites embarcations armées attaquent les forts de plus près. Les galères qui étaient avec la division de Duquesne et cette division elle-même pressent si vigoureusement les forts Victoria et Picolo que le premier se rend à composition au bailli de La Bretèche, capitaine de galère, et l'autre au lieutenant de vaisseau Pallas. 
L'été suivant, en 1676, les opérations reprennent en Méditerranée occidentale entre la flotte française, passée sous le commandement du Grand Duquesne et une flotte combinée hollando-espagnole. La Brossardière y commande les 25 galères françaises. Fin septembre 1676, Vivonne quitte Messine avec cinq vaisseaux et les galères. Le 16 octobre au matin, il détache celles-ci sous les ordres de Du Plessis de La Brossardière pour faire le siège de Taormine dont il s'empare le même jour.
La guerre terminée, La Brossardière continue à servir en Méditerranée, la république de Gênes s'étant rangé dans le camp espagnol. Le 27 juin 1678, les Génois refusent de saluer — comme il était alors d'usage — l'étendard des galères de Louis XIV au moment où celles-ci entraient dans le port de Gênes. Indigné, le monarque français donne aussitôt ordre à Duquesne et à Du Plessis de La Brossardière de se porter dans la rivière de Gênes pour y exercer des représailles. Pendant que Duquesne allait croiser au cap Corse et dans le canal de Piombino, Du Plessis de La Brossardière canonne, le 30 juillet 1678, avec 20 galères le faubourg San Pier d'Arena, le fanal et deux forts de Gènes, mais sans grands résultats.
Il se retire du service en 1679 et meurt le 10 mai 1686. 

### Sources et bibliographie
- Léon Guérin, Histoire matitime de France, t. 3, Paris, Dufour et Mulat, éditeurs, 1851 (lire en ligne)
- Eugène Sue, Correspondance de Henri d' Escoubleau de Sourdis, archevêque de Bordeaux, chef des conseils du roi en l'armée navale, Imprimerie Crapelet, 1839 (lire en ligne)
- Eugène Sue, Jean Bart et Louis XIV : drames maritimes du XVIIe siècle, Paris, Marescq et Compagnie, 1852, 490 p. (lire en ligne)
- Auguste Jal, Abraham Du Quesne et la marine de son temps, vol. 2, Plon, 1873 (lire en ligne)